# Lophiostoma curtum
Lophiostoma curtum är en svampart som tillhör divisionen sporsäcksvampar, och som först beskrevs av Fr., och fick sitt nu gällande namn av Vincenzo de Cesati och De Not. Lophiostoma curtum ingår i släktet Lophiostoma, och familjen Lophiostomataceae. Arten är reproducerande i Sverige.